# 318
Правління Костянтина Великого у Римській імперії. У Китаї править династія династія Цзінь, в Японії триває період Ямато. У Персії править династія Сассанідів.
На території лісостепової України Черняхівська культура. У Північному Причорномор'ї готи й сармати.

## Події
- У Катаї династія Цзінь втрачає землі на північ від Янцзи, захоплені хунну та іншими кочовими племенами.

## Померли
- Нікопольські мученики